# Margarita de Valois
Margarita de Valois o Margarita de Francia (14 de mayo de 1553-27 de marzo de 1615) fue una princesa francesa de la rama Valois-Angulema de la Dinastía de los Capetos.
Por su matrimonio con Enrique de Navarra (futuro rey de Francia, Enrique IV), fue reina de Navarra y posteriormente de Francia. Su matrimonio fue anulado en 1599 por decisión del papa. Era hija del rey Enrique II de Francia y Catalina de Médici y hermana de los reyes Francisco II, Carlos IX y Enrique III.
Su matrimonio, que fue para celebrar la reconciliación de católicos y hugonotes, se vio empañado por la matanza de San Bartolomé y la reanudación de los problemas religiosos que siguieron. En el conflicto entre Enrique III y los Descontentos, se puso del lado de Francisco, el duque de Anjou, su hermano menor, y esto provocó una profunda aversión del rey contra ella.
Como reina de Navarra, también desempeñó un papel pacificador en las tormentosas relaciones entre su marido y la monarquía francesa. Boleta entre las dos cortes, ella se esforzó por llevar una vida conyugal feliz, pero su esterilidad y las tensiones políticas inherentes a las guerras de religión francesas causaron el final de su matrimonio. Maltratada por un hermano sombrío y rechazada por un marido oportunista, ella eligió el camino de la oposición en 1585. Se puso del lado de la Liga Católica y se vio obligada a vivir en Auvernia en un exilio que duró veinte años.
Conocida mujer de letras y mente ilustrada, así como patrocinadora extremadamente generosa, tuvo un papel considerable en la vida cultural de la corte, especialmente después de su regreso del exilio en 1605. Era un vector del neoplatonismo, que predicaba la supremacía del amor platónico sobre el amor físico. Mientras estuvo encarcelada, aprovechó el tiempo para escribir sus Memorias. Fue la primera mujer en hacerlo. Era de hecho una de las mujeres más de moda de su tiempo, e influyó en muchas de las cortes reales de Europa con su ropa.
Ha sido víctima de una tradición historiográfica misógina que ha demolido la importancia de sus acciones en la esfera política de la época, para reforzar la transición dinástica de los Valois a los Borbones, dando crédito a la calumnia circulada en su cuenta y creada y transmitida a través de los siglos, según la cual se trataba de una mujer hermosa, culta, ninfómana e incestuosa. Esta leyenda se ha cristalizado en torno al famoso sobrenombre de Reina Margot (La Reine Margot), inventado por Alejandro Dumas.

## Biografía

### Su juventud

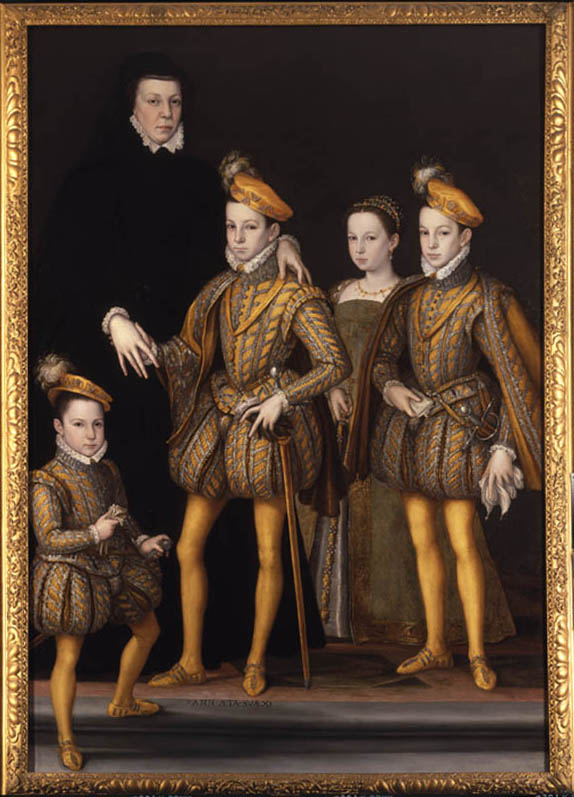
Catalina de Médici con sus hijos en 1561: Francisco, Carlos IX, Margarita y Enrique.

Nacida en el castillo de Saint-Germain-en-Laye, fue la séptima hija de Enrique II de Francia y de Catalina de Médici. Tres de sus hermanos fueron reyes de Francia: Francisco II, Carlos IX y Enrique III. Una de sus hermanas, Isabel de Valois, fue la tercera esposa de Felipe II de España, y Claudia de Francia fue la esposa de Carlos III de Lorena.
Pasó su infancia en el castillo de Saint-Germain-en-Laye con sus hermanas Isabel y Claudia, bajo el cuidado de Charlotte de Vienne, baronne de Curton, una dama sabia, virtuosa y muy católica. Apenas pudo conocer a su padre, que murió en 1559, y con su madre la relación era muy fría y distante, lo que le producía un sentimiento de admiración, por una parte y, por otra, de temor. Después de las bodas de sus hermanas, Margarita creció en el Castillo de Amboise con sus hermanos Enrique, duque de Anjou (futuro rey Enrique III), y Francisco, duque de Alençon. Durante su infancia, su hermano Carlos IX le dio el sobrenombre de Margot.
En la corte francesa, estudió gramática, clásicos, historia y Sagrada Escritura. Margarita aprendió a hablar italiano, español, latín y griego, además de su francés nativo. Ella también era competente en prosa, poesía, equitación y danza. En 1563, Margarita es llevada a la corte de Francia junto con sus hermanos mayores y el joven Enrique de Navarra. Asimismo acompaña su familia y la corte en el "gran viaje" por toda Francia (1564-1566): durante este período, Margarita tuvo una experiencia directa de la peligrosa y compleja situación política en Francia, y aprendió de su madre el arte de la mediación política.
Durante la adolescencia de Margarita, Catalina intentó crear un matrimonio dinástico ventajoso para su hija. Un posible pretendiente habría sido Carlos, príncipe de Asturias, pero en 1565 - durante la reunión de Bayona -, el duque de Alba rechazó esta propuesta. Incluso los acuerdos para casar a Margarita con el archiduque Rodolfo fracasaron, así como las largas negociaciones para esposarla con Sebastián I de Portugal, debido a la oposición de Felipe II de España.

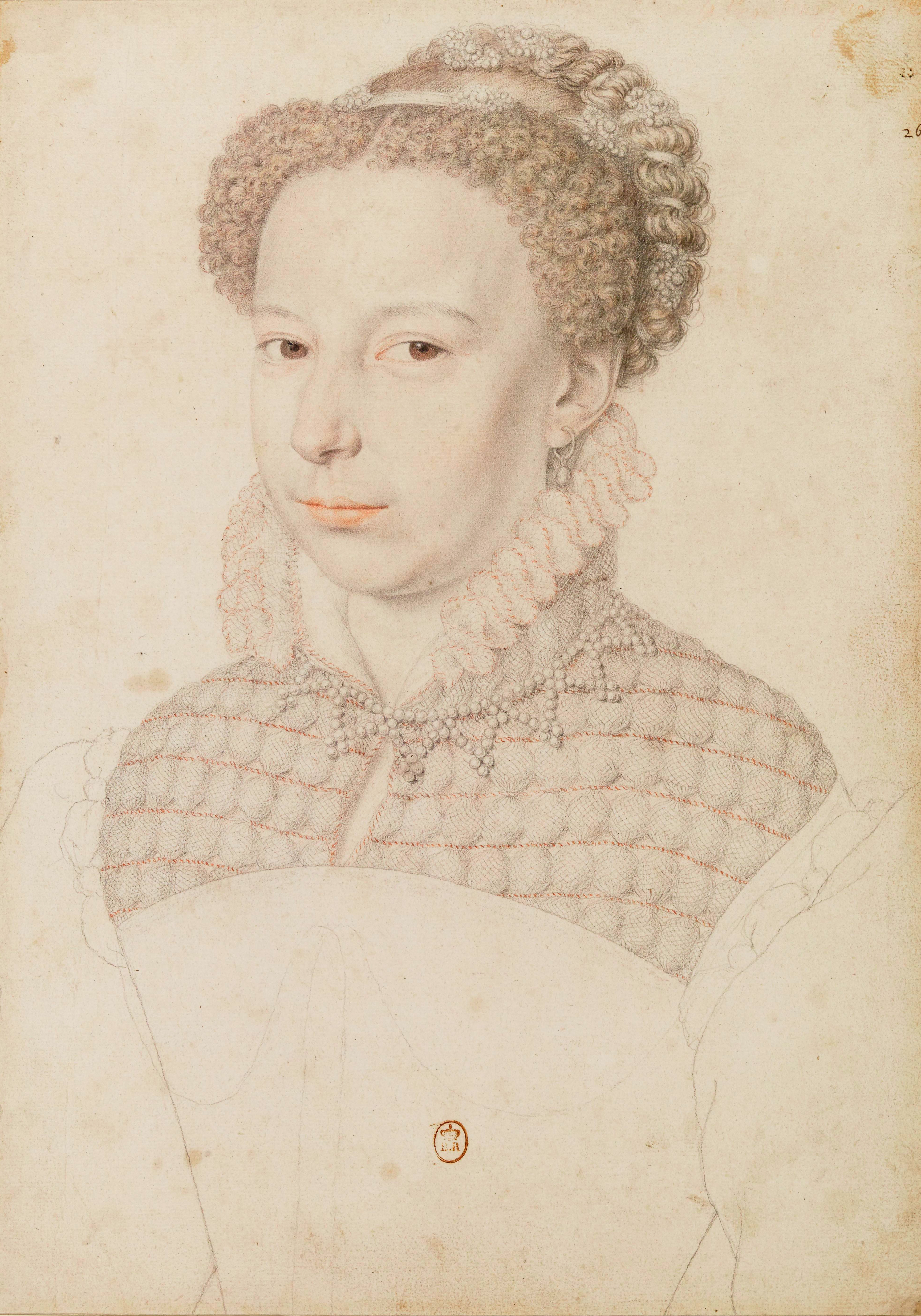
Margarita de Valois (1571). Boceto de François Clouet. De todos los oradores Margarita fue considerada una verdadera belleza del, culta, refinada y coqueta: por esto se la llamaba la perle des Valois.

En los mismos años, Margarita tuvo una excelente relación con su hermano, y futuro rey de Francia, Enrique. El duque de Anjou confiaba tanto en su hermana que, cuando tuvo que partir en 1568, para ponerse al frente del ejército real, le encargó la defensa de sus intereses frente a su madre.

«Sus palabras me inspiraron con una resolución y poderes que no creía haber poseído antes. Naturalmente, tuve un cierto coraje y, tan pronto como me recuperé de mi asombro, descubrí que era una persona bastante alterada. Su dirección me complació, y forjó en mí una confianza en mí misma; y descubrí que tenía más consecuencias de las que había concebido que había tenido».

Para Margarita era la primera tarea política de su vida y cumplió concienzudamente la misión encomendada, aunque su hermano, al regreso, ni siquiera se lo agradeció. El duque de Anjou había descubierto un idilio secreto de Margarita con Enrique de Guisa (hijo del difunto duque de Guisa y ambicioso líder de los católicos más intransigentes) y su presunto plan de matrimonio. La reacción de la familia real es muy violenta: Catalina y Carlos la golpearon y enviaron a Enrique de Guisa lejos de la corte. Este episodio pudo ser la causa original del "odio fraternal perdurable" que se produjo entre Margarita y su hermano Enrique, y el enfriamiento, no menos duradero, de las relaciones con su madre.
Algunos historiadores han insinuado que el duque era el amante de Margarita, pero nada confirma esta teoría. Sin mencionar que nada era más reservado en el siglo dieciséis que una hija del rey, que tuvo que permanecer virgen hasta el momento del matrimonio por razones políticas. Seguramente después de su boda ella no fue carnalmente fiel a su esposo, sin embargo, resulta difícil discernir lo que hay de cierto o inventado sobre sus relaciones extramatrimoniales. Muchas no tienen ningún fundamento, mientras que otras fueron simplemente platónicas. 
La mayoría de las supuestas aventuras de Margarita son el resultado de panfletos destinados a desacreditarla políticamente a ella y su familia. El libelo más exitoso fue Le Divorce Satyrique (1607), que describía a Margarita como una ninfómana. Sin embargo, estas acusaciones difamatorias no resisten el examen cuidadoso de las fuentes.

### La boda bermellona

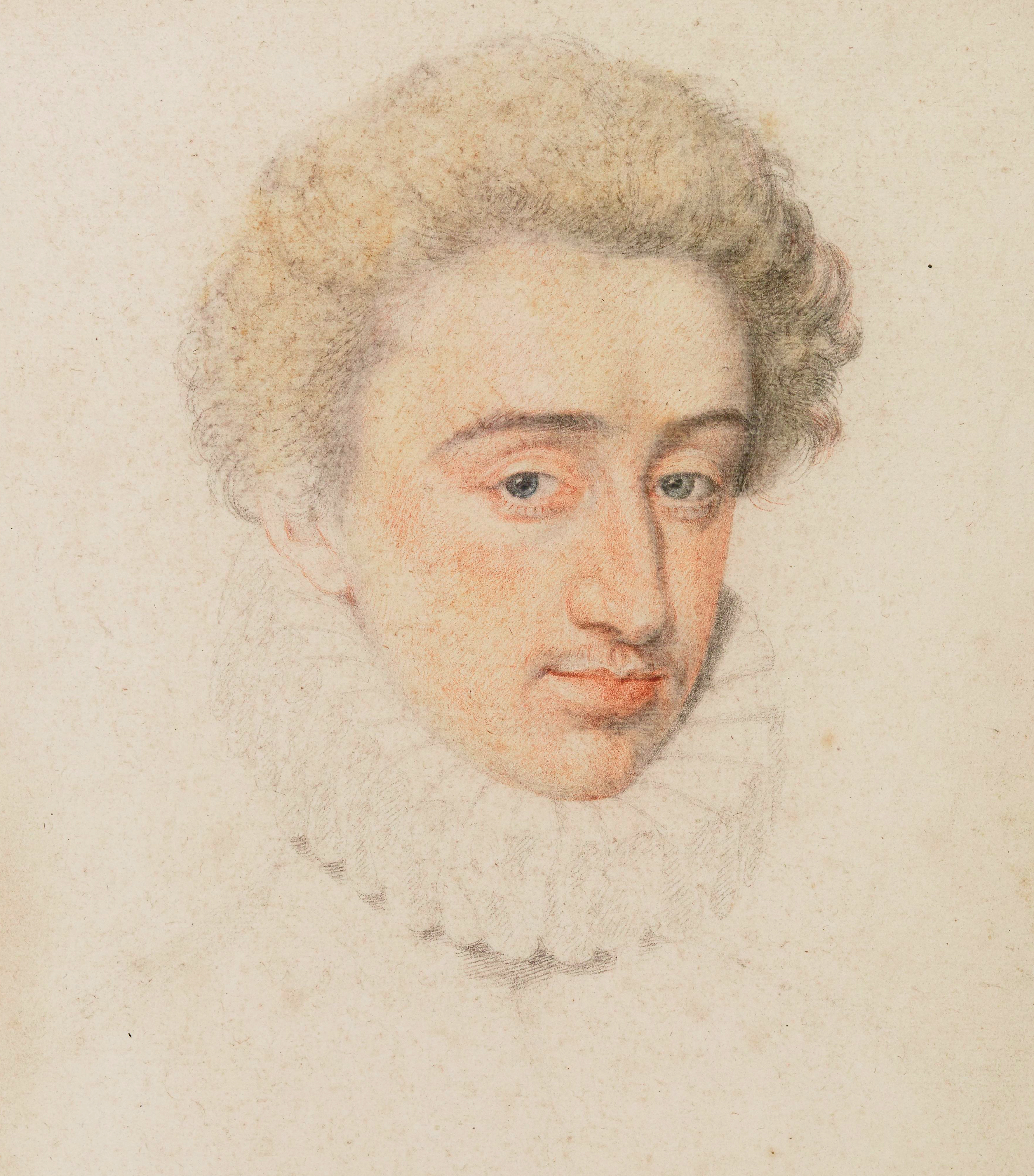
Enrique III, rey de Navarra. Joven líder del partido protestante y primer príncipe de sangre.

Catalina de Médici volvió a plantearse la unión de su hija con el joven líder del partido protestante y primer príncipe de sangre, Enrique de Navarra, por determinar la reconciliación entre católicos y protestantes que se hallaban enzarzados en la tercera guerra de religión.
Margarita cumplió con el deseo de su madre de casarse con Enrique, siempre que no estuviera obligada a convertirse al protestantismo.
Las negociaciones para este matrimonio se llevan a cabo entre Catalina y Juana de Albret, reina de Navarra, madre de Enrique y acérrima defensora de los hugonotes. Juana quedó muy impresionada con la princesa Margarita: «Con su belleza y su ingenio, ejerce una gran influencia sobre la reina madre y el rey, y Messieurs, sus hermanos», escribió en una de sus cartas a su hijo. Los problemas comenzaron cuando la protestante Juana descubrió que Margarita no tenía intención de abjurar del catolicismo. Mientras tanto, las negociaciones matrimoniales fueron obstruidas repetidamente por el Papa y el rey de España.
Cansada de la duración de las negociaciones, Carlos IX decidió que la boda sería celebrada por el Cardenal de Borbón incluso sin la dispensa papal (requerida por la diferencia de religión y el parentesco de los futuros esposos), por lo que Juana dio su consentimiento a la boda a cambio de una considerable dote aportada por su nuera. Juana de Albret fallece poco después de concertarse el matrimonio y Enrique se convierte en el rey de Navarra.
Enrique llegó a París en julio de 1572 y vio a Margarita después de seis años de separación (ambos habían pasado juntos su infancia en la corte francesa). A pesar de las posteriores interpretaciones historiográficas, los contemporáneos no señalan ninguna insatisfacción mutua entre los futuros cónyuges. La boda tuvo lugar el 18 de agosto de 1572 delante del atrio de la Catedral Notre Dame de París.

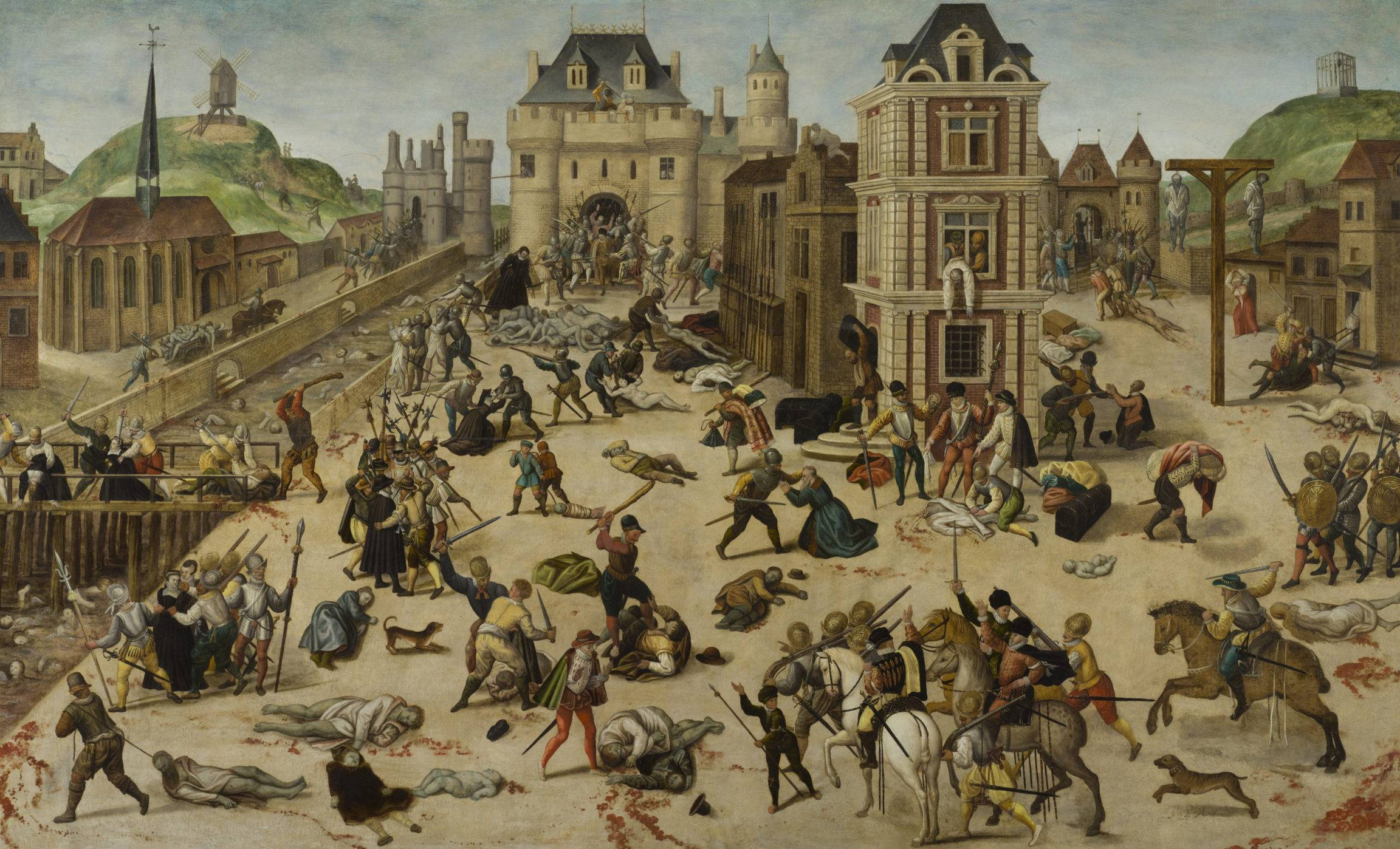
Representación de la matanza de San Bartolomé según François Dubois (Museo Cantonal de Bellas Artes de Lausana).

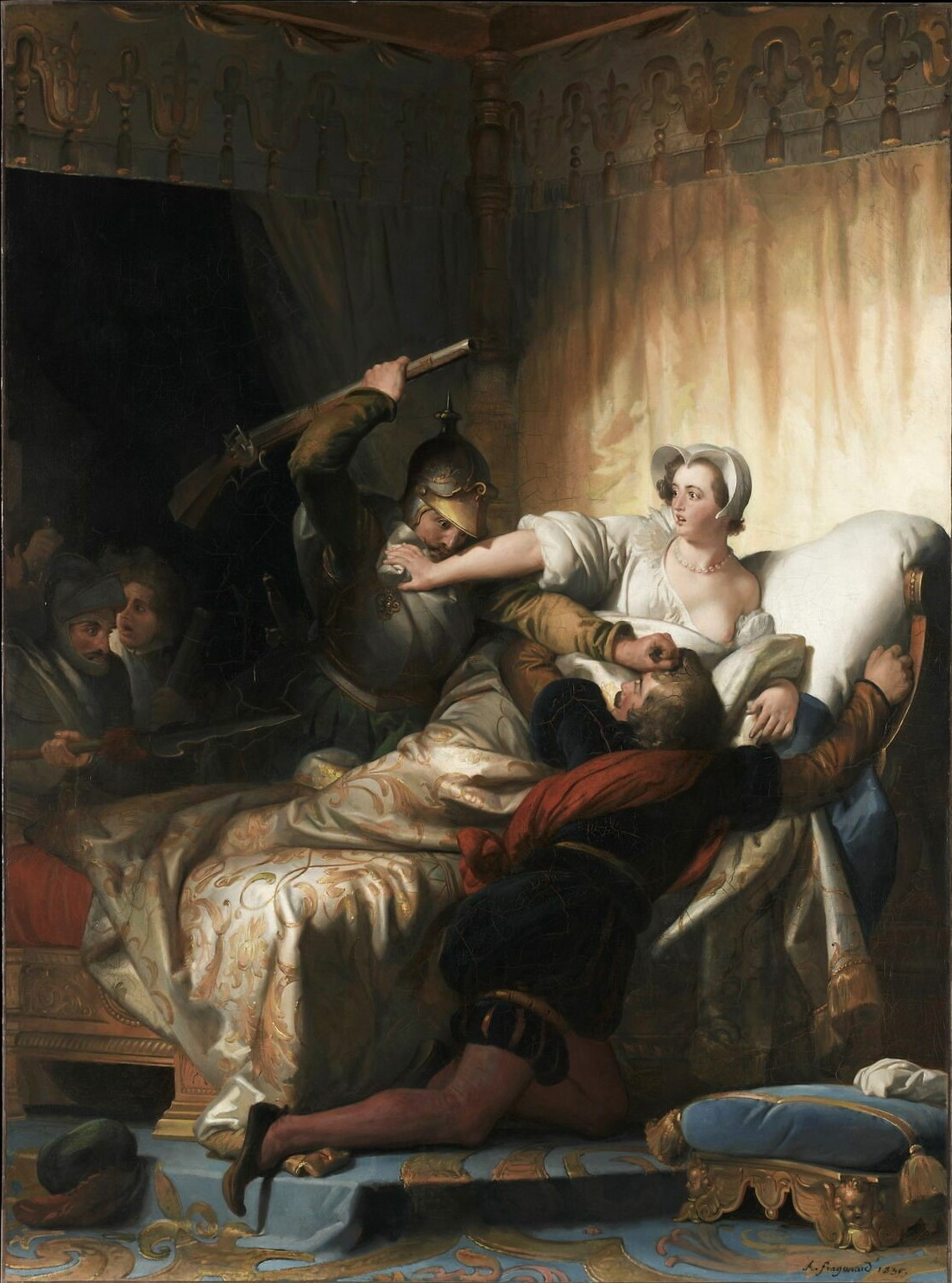
Representación del evento narrado por Margarita de Valois en sus Memorias. Estos hechos son reflejados por Alejandro Dumas en su famosa novela La Reina Margot (1845). Pintura de Alexandre-Évariste Fragonard (1836).

Después de un almuerzo nupcial, siguieron cuatro días de bailes, máscaras y banquetes, que fueron interrumpidos por el estallido de violencia en París. El 22 de agosto se produce el atentado contra el almirante Gaspar de Coligny, uno de los cabecillas del partido hugonote. Al día siguiente de la Matanza de San Bartolomé (24 de agosto), los protestantes son masacrados. La proximidad de la boda y la matanza supuso que este enlace fuera conocido con el nombre de "boda bermellona" (les noces vermeilles).
Margarita más tarde describió en sus Memorias el caos y el derramamiento de sangre en el Palacio del Louvre, donde ella y su nuevo esposo se alojaron. Enrique de Navarra decide entonces abjurar del protestantismo para salvar su vida. Margarita recordó que salvó las vidas de varios protestantes prominentes durante la masacre. Su testimonio presencial sobre la masacre en sus Memorias es el único que proviene de la familia real.

«Mientras dormía, escuché que llamaban a la puerta y un hombre gritaba "¡Navarra! ¡Navarra!" La niñera, pensando que era el rey mi marido corre urgentemente hacia la puerta. Era un caballero, el señor de Léran, herido en el codo por un golpe de espada y un golpe de la alabarda en su brazo. Fue perseguido por cuatro arqueros que corrieron tras él a la habitación. Queriendo salvarse, Léran se arroja a mi cama. Sintiendo a este hombre que me había agarrado, corrí a la alcoba, y él detrás de mí, todavía abrazándome fuerte de por vida. No conocía al hombre, y no sabía si él había venido a traerme una indignación, o si los arqueros querían lastimarlo a él o a mí. Los dos estábamos gritando, y los dos estábamos igualmente aterrados. Finalmente, quería que viniera Dios, el señor de Nançay, capitán de los guardias, quien, encontrándome en ese estado, aunque sintiendo lástima por mí, no pudo evitar reírse y estaba terriblemente indignado con los arqueros por tanta indiscreción, los sacó y confió a nuestra benevolencia al pobre hombre que se aferraba a mí. Hice que lo llevaran a mi baño donde lo metieron en la cama y lo trataron. Me cambié la camisa porque estaba manchada de sangre. El señor de Nançay me contó lo que estaba sucediendo y me aseguró que el rey, mi esposo, estaba en la habitación del rey y que no se le exigiría ningún daño. Y haciéndome ponerme una capa de noche, me llevó a la habitación de mi hermana, la duquesa de Lorena, donde vine más muerta que viva. Al entrar en la antesala, cuyas puertas estaban abiertas, un caballero llamado Bourse, que huía de los arqueros perseguidores, fue perforado con una alabarda a tres pasos de mí. Me derrumbé al otro lado, medio muerta, en los brazos del señor de Nançay, pensando que el golpe también había pasado a través de los dos. Resumiendo en parte, entré en el dormitorio donde dormía mi hermana. Aquí vino el señor de Miossan y el señor de Armagnac que me pidieron que les salvara la vida. Así que me arrodillé ante el rey y la reina madre para pedirles su gracia, que finalmente me concedieron».

La masacre hizo inútil el matrimonio de Margarita. Sin embargo, uando Catalina de Médici le preguntó a su hija si quería cancelar la boda, Margarita respondió que eso era imposible porque ella ya había tenido relaciones sexuales con Enrique y era "en todo sentido" su esposa. Margarita probablemente no quería perder el mínimo de independencia de la familia que había obtenido y permanecer políticamente leal a su esposo. Más tarde escribió en sus Memorias: «Sospechaba que el propósito de separarme de mi esposo era para intentar hacerle algo malo».
Después de la matanza, la familia real fue objeto de numerosos folletos difamatorios de origen protestante. Por ejemplo, en el libelo anónimo Le Réveil-matin des Français, escrito en 1574, Margarita fue acusada por primera vez de incesto con su hermano Enrique. Esta calumnia es otra de las anécdotas sobre la leyenda de la "Reina Margot".

### Las intrigas de los Descontentos

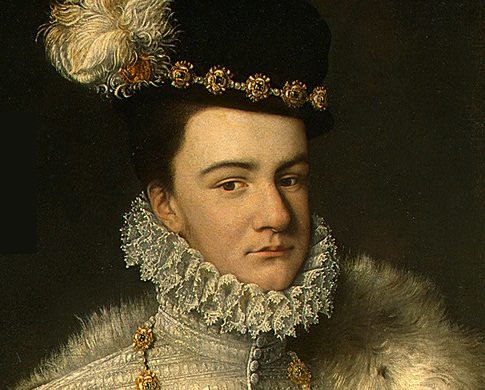
Francisco de Alençon. Detalle de la pintura de François Clouet (circa 1572).

En el momento de su matrimonio, pero sobre todo como mujer casada, Margarita visitaba con frecuencia el famoso salón literario de Claude Catherine de Clermont, la mariscal de Retz, llamado "salon vert", un lugar de encuentro para poetas, intelectuales y artistas. Allí hizo amistad con numerosas damas de la alta sociedad, entre ellas Enriqueta, duquesa de Nevers.
En 1573 la salud de Carlos IX se deterioró irreparablemente. Aprovechando la partida del verdadero heredero a Polonia, país del que había sido elegido rey, católicos moderados, llamados "Descontentos", se aliaron con los protestantes para organizar un golpe de Estado y lograr la elección como rey de Francia de Francisco de Alençon, el miembro más joven de la familia real. Alençon parecía dispuesto a comprometerse en los asuntos religiosos, lo que lo convertía en una opción atractiva para aquellos cansados de la violencia. 
Margarita inicialmente denunció el primer complot, en el que estaba involucrado su esposo, pero más tarde, por ambición personal, se alió con su hermano menor. Margarita esperaba convertirse en el vínculo indispensable entre los partidarios católicos moderados y los partidarios hugonotes de su Rey de Navarra. Ella participó activamente en la organización del golpe de Estado junto con sus poderosos amigos la duquesa de Nevers, la mariscal de Retz y otras damas de la corte.
Desde ese momento, la suya habría sido una sólida alianza fortalecida por una ternura fraterna natural: su pacto de apoyo mutuo y ayuda nunca se habría roto, durando toda la vida. Fortalecido por la dolorosa exclusión de ambas de las atenciones maternas, este vínculo habría sido el precursor de numerosas preocupaciones por la madre y su hermano Enrique. Su relación habría provocado numerosos chismes y la feroz campaña calumniosa contra los Valois, habría llamado incestuoso.
Un primer complot fracasó debido a un evento inesperado y Margarita aconsejó a su supuesto amante, Joseph Boniface de La Môle, favorito del duque de Alençon, que confesara todo al rey y la reina. Francisco, con lágrimas, confesó la traición, amenazado de muerte por su madre. Navarra confesó su participación, pero fue indultado por la intercesión de su esposa. A pesar de ser presos en la corte, en el castillo de Vincennes, Alençon y Navarra organizaron un nuevo complot, pero informada por un espía, esta vez la reina madre reaccionó con fuerza, encarcelando a todos los conspiradores, entre ellas La Môle.
Navarra y Alençon fueron obligados por la reina madre a defenderse en el parlamento contra la acusación de alta traición. A petición de su marido, Margarita escribió una carta suplicando por su esposo, la Declaración de Apoyo para Enrique de Borbón:

«Mi esposo, al no tener un consejero que lo ayude, deseaba que elaborara su defensa de tal manera que no pudiera implicar a ninguna persona y, al mismo tiempo, despejar a mi hermano y a él mismo de cualquier delito de conducta. Con la ayuda de Dios, cumplí esta tarea para su gran satisfacción y para sorpresa de los comisionados, quienes no esperaban encontrarlos tan bien preparados para justificarse».

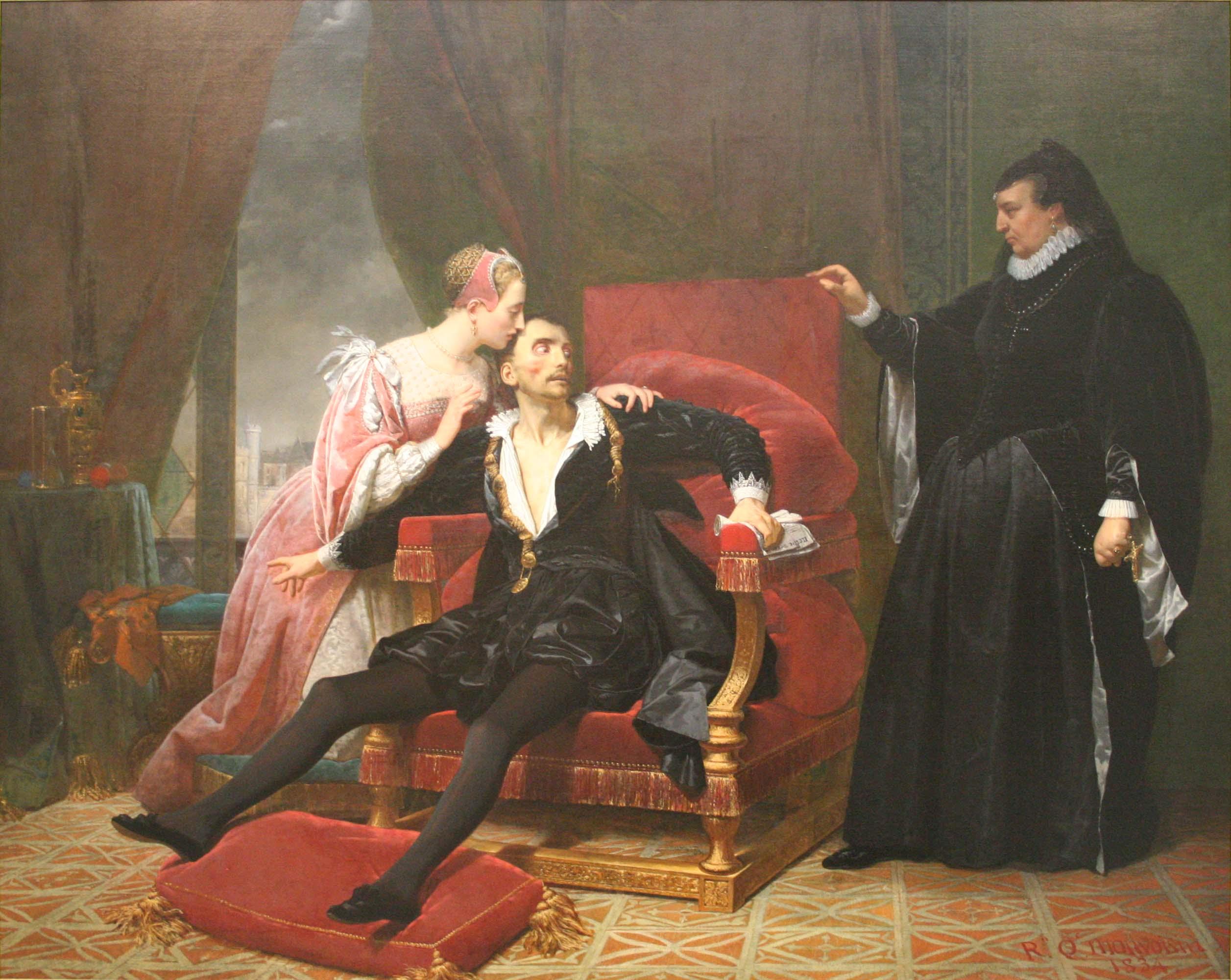
La agonía de Carlos IX. Rodeado por su esposa Isabel de Austria y su madre Catalina de Médici. Pintura de Raymond Monvoisin (1834).

Margarita y Francisco intentaron salvar la vida de La Môle, pero él, Coconas y otros conspiradores fueron decapitados por Lesa majestad, después de haber sidos torturados e interrogados durante mucho tiempo. Una leyenda basada en Le Divorce Satiryque, que se hizo famosa en el siglo XIX gracias a las novelas Rojo y negro y La reina Margot, cuenta que Margarita habría robado la cabeza de La Môle para enterrarla en la chapelle de Saint-Martin en Montmartre. Esta es una de las anécdotas más famosas de la leyenda negra de la "Reina Margot".
Durante mayo de 1574, mientras Carlos IX se deterioraba progresivamente, destruido por el consumo, Margarita intentó que su esposo y su hermano huyeran escondiéndolos en su carruaje, pero no pudo ponerse de acuerdo sobre cuál de los dos huiría primero. A finales de mes, el rey murió, permitiendo que el duque de Alençon y el rey de Navarra reconocieran la sucesión del duque de Anjou. El nuevo rey, Enrique III, no habría perdonado la traición política de Margarita.

### Rehén y mediador

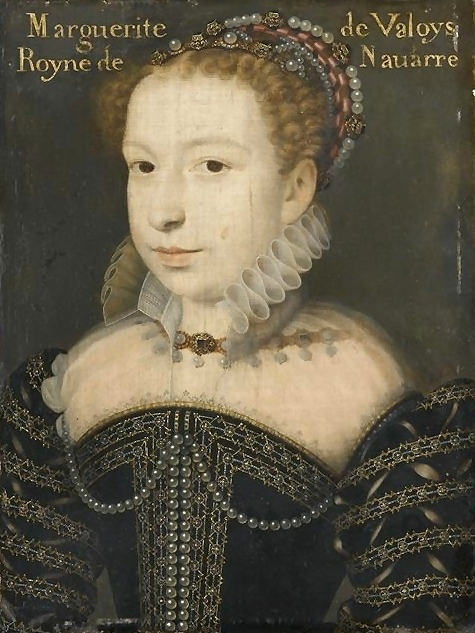
Margarita, reina de Navarra. Pintura atribuida a François Clouet.

Para castigar a su hermana traidora, Enrique III expuso a Margarita al escándalo, difundiendo rumores sobre sus asuntos extramaritales. Desaprobando su honor, quiso limitar la acción política de su hermana. A partir de ese momento, se comprometió la reputación pública de Margarita. Enrique III y Catalina intentaron romper la alianza entre el rey de Navarra y el duque de Alençon a través de Charlotte de Sauve, amante de ambos príncipes.
La relación entre Margarita y su esposo comenzó a romperse debido a las intrigas de Charlotte y, sobre todo, a la falta de embarazos de Margarita, aunque Enrique continuó cumpliendo con su deber conyugal. Enrique sólo se relacionaba con su esposa cuando esta le era útil para sus intereses. Mientras tanto, Margarita comenzó una relación con Bussy d'Amboise, nuevo favorito del duque de Alençon.
La ruptura con su marido fue definitiva cuando Enrique III y el duque de Guise se pusieron del lado del rey de Navarra, quien comenzó a apoyar la causa del rey de Francia, con la esperanza de que lo nombrara teniente general del reino. Margarita, en cambio, permaneció al lado de su hermano Francisco, sobre el cual tuvo una gran influencia. Por órdenes de Enrique III, Enrique de Navarra pidió a su esposa que apresara a Melchiore de Thorigny, una de sus fieles damas, que probablemente sirvió a Margarita para entretener la relación con Bussy. A regañadientes y sintiéndose políticamente abandonada por su marido, Margarita dejó de compartir la cama con él.
El 15 de septiembre, Francisco escapó de la corte y Enrique III encerró a Margarita en sus apartamentos, sospechando que había organizado la fuga. Durante las negociaciones entre la monarquía y el duque de Alençon, Louis Béranger Du Guast, el favorito del rey de Francia, fue asesinado en París, probablemente víctima de una venganza privada. Sin embargo, la leyenda negra de la "Reina Margot" indicó a Margarita como la instigadora del asesinato.

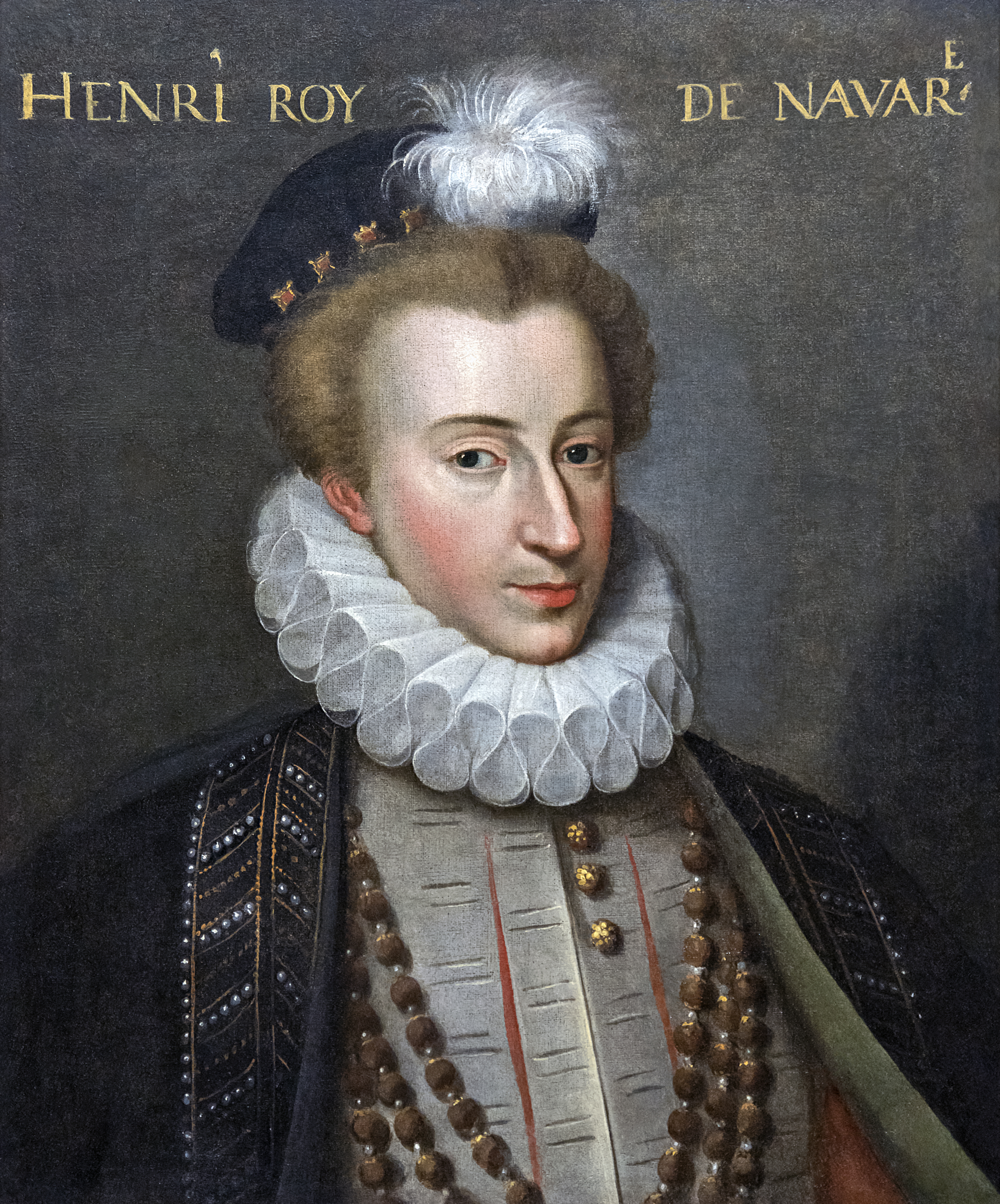
Enrique de Navarra,
durante el período pasado en la corte de Francia (1575).

Cuando en febrero de 1576 también Enrique de Navarra huyó de París y se convirtió al calvinismo, bajo sospecha de ser cómplice de su marido, el encarcelamiento de Margarita fue más estricto. Ella escribió en sus Memorias:

«Además, había encontrado un placer secreto, durante mi frontera, con un deleite que nunca antes había experimentado. [...] Mi cautiverio y su soledad consecuente me brindaron la doble ventaja de la emoción por el estudio, una inclinación por la devoción, ventajas que nunca había experimentado en las vanidades y esplendor de mi prosperidad».

Fue en este período cuando abordó el pensamiento neoplatónico, participando también en debates filosóficos y culturales en la Academia del palacio de Enrique III, en la que participó junto con la duquesa de Nevers y la mariscal de Retz.
Alençon (que se había unido a los hugonotes) hizo frente al rey y rechazó toda negociación en tanto su hermana no fuera puesta en libertad. Margarita fue liberada y asistió, con su madre, a las reuniones en las que intentaba pactar la reconciliación; estas terminaron con la redacción de un texto extremadamente ventajoso para los protestantes y para Alençon: el Edicto de Beaulieu.
Enrique de Navarra reclamó enseguida a su esposa (ambos se habían reconciliado durante el conflicto, hasta tal punto que Margarita le confió los secretos de la corte), pero Catalina de Médici y Enrique III se opusieron a ello, bajo el argumento de que Margarita corría peligro de convertirse en rehén de los hugonotes, o de servir como refuerzo de la alianza entre el rey de Navarra y Alençon. Sin embargo, se convenció a Catalina de que Enrique de Navarra podía cambiar de religión y usó a su hija para atraerlo a París.

### El azaroso viaje a los Países Bajos

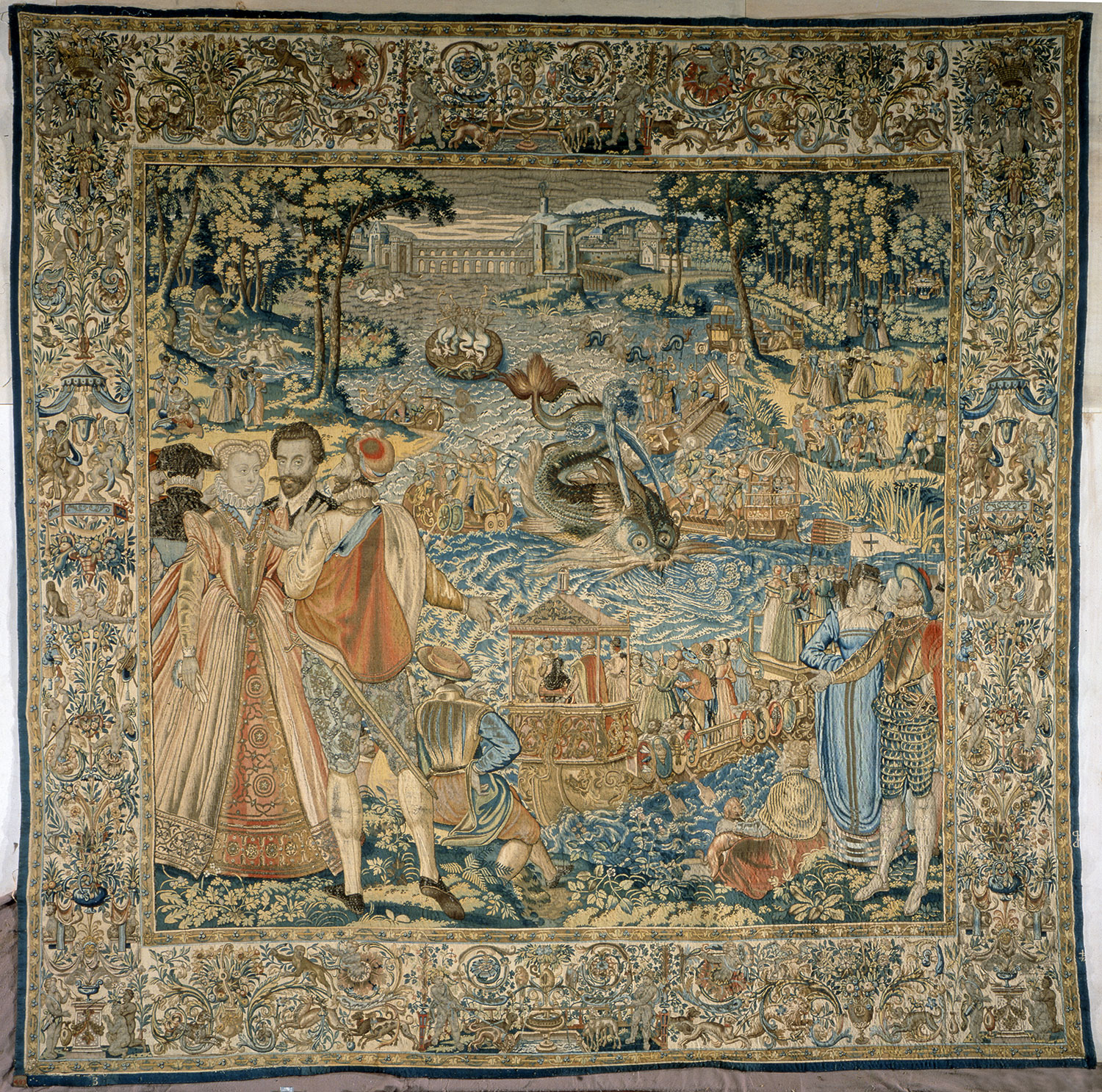
Margarita de Valois representada en uno de los tapices de Valois.

En 1577, cuando se recrudeció la guerra civil, Margarita (aduciendo que se encontraba dividida entre la lealtad debida a su esposo y a su hermano mayor) solicitó autorización para irse, en representación de su hermano menor, al sur de los Países Bajos (norte de Francia y Bélgica, actualmente). Los flamencos, que se habían sublevado en 1576 contra la dominación española, parecían estar dispuestos a ofrecer el trono a un príncipe francés tolerante y dispuesto a aportar la ayuda diplomática y militar necesaria para la conquista de su independencia. Enrique III aprobó este viaje que, a la vez, le proporcionaba la ocasión de librarse de una hermana tan molesto.
En verano, y tomando como pretexto una cura de aguas en la ciudad belga de Spa, Margarita comenzó su viaje. Durante dos meses cumplió con su cometido. En cada una de sus etapas ofreció fiestas fastuosas, aprovechando la ocasión para relacionarse con los nobles hostiles a España y poner de manifiesto los méritos de su hermano, tratando de convencerles de las ventajas que obtendrían uniéndose a él. Trabó amistad con el gobernador de los Países Bajos Don Juan de Austria, el vencedor de Lepanto, con el que mantuvo una relación cordial. Pero para Margarita, a la que las fiestas le interesan más que las realidades políticas locales, su vuelta a Francia presentó dificultades en tanto el país se hallaba en plena insurrección y temía que las tropas españolas la tomasen como rehén. Por otra parte, aunque ella consiguió algunos contactos útiles, Alençon ni supo ni pudo hacer uso de ellos.

### Nérac: literatura y amor
Tras rendir cuentas de su viaje a su hermano, Margarita volvió a la corte, donde la atmósfera era muy tensa. Los combates se multiplicaban entre los que apoyan a los partidarios de Enrique III y los que a alentaban los seguidores de Alençon, al frente de los cuales se hallaba Bussy d’Amboise, amante de Margarita "nacido -escribió ella- para aunar el terror de sus enemigos, la gloria de su maestro y la esperanza de sus amigos". La situación llegó a tal extremo que Alençon quiso marcharse, pero Enrique III, con la prueba de su conspiración en las manos, le hizo arrestar en plena noche y ordenó que lo encerrasen en su habitación, donde Margarita le esperaba. Bussy fue conducido a la Bastilla. Unos días más tarde, Alençon consiguió huir.
Poco después, Margarita, que negaba toda participación en esa evasión, obtuvo el permiso para reunirse con su marido. Enrique III y Catalina de Médici evitaron con esto que Enrique de Navarra tuviera un motivo para enfrentarse a ellos, a la vez que esperaban que Margarita jugase un papel conciliador para poner orden en las provincias rebeldes del sudoeste. Con este objetivo, Margarita partió, acompañada por su madre y su canciller, el humanista, magistrado y poeta de renombre Guy du Faur de Pibrac.
Catalina de Médici y Margarita fueron recibidas con gran solemnidad en todas las villas por las que pasaron, demostrando las relaciones distendidas que mantenían con la familia reinante. Se econtraron, por fin, con el rey de Navarra (que no había manifestado gran interés por el reencuentro). Catalina y su yerno concretarpn las modalidades de ejecución del último edicto para la pacificación (el objeto de la conferencia de Nérac en 1579), y la reina madre regresó a París.
Los esposos se reunieron brevemente en Pau, donde Margarita sufrió la prohibición del culto católico. Después, se instalaron en Nérac, capital del Albret, que forma parte del reino de Francia, lugar en el que no se aplicaba el reglamento religioso intolerante que estaba en vigor en Bearn.
"La reina de Navarra tiene que desentumecer enseguida el espíritu y guardar las armas" escribió Teodoro Agrippa de Aubigné. Alrededor de Margarita se organizó una verdadera academia literaria. Frecuentaban la corte, además de Agrippa, compañero de armas del rey de Navarra, Pibrac, el poeta Salluste de Bartas e, inclusol Michel de Montaigne, autor de los "Ensayos", con el que mantuvo frecuentes charlas.

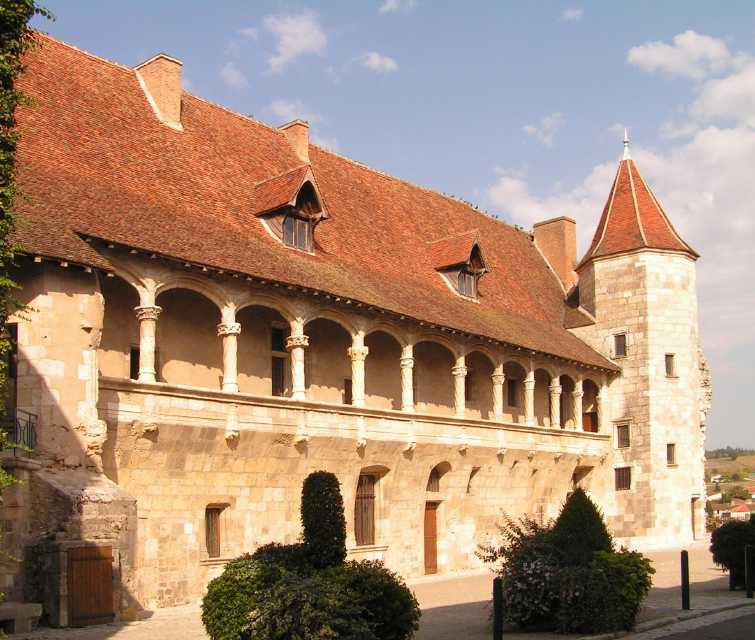
Castillo de Nérac.

La corte era célebre, sobre todo, por las aventuras amorosas, que se multiplicaban hasta el punto de inspirar a William Shakespeare una pieza titulada: Penas de amor perdidas. "Alimenta y aviva los vicios, como el calor a la serpiente", denuncia Agrippa. "La corte fue -en un tiempo- dulce y placentera, porque no se hablaba más que de amor y de placeres y de los pasatiempos de los que dependen", se felicitaba en revancha Sully. Se le adjudica a Margarita un idilio con un compañero de los más ilustres de su marido: Turenne.
En mayo de 1580 estalló la "guerra de los enamorados", denominada así porque, sin razón alguna, se dijo que la había provocado Margarita motivada por el rencor que sentía hacia su hermano mayor. Al parecer, Margarita habría apoyado a Turenne (contrario a la Liga) e incitado a imitarla a sus damas de honor, que mantenían relaciones con los capitanes hugonotes. Pero, en realidad, en este malentendido, Margarita se mantuvo siempre al lado de su marido. El conflicto fue provocado por la mala aplicación del último edicto de pacificación y por un desacuerdo entre el rey de Navarra y el lugarteniente general del rey en Guyena (provincia en la que gobernaba Enrique). El problema se resolvió gracias a Margarita, que sugirió llamar a Alençon para llevar a cabo las negociaciones, las cuales fueron rápidas y acabaron con la firma de la paz de Fleix.
Margarita se enamoró del caballerizo mayor de su hermano, Jacques de Harlay, señor de Champvallon. Las cartas que le envió ilustran su concepción del amor rebosante de neoplatonismo que sobrepone la unión del espíritu al amor carnal (lo que no significa que Margarita desdeñara el amor físico), y conduce a la fusión de las almas. Esta concepción del amor se refleja en un diálogo titulado "La Ruelle mal assortie" (atribuido a Margarita, pero nunca probado).

### Escándalo en París

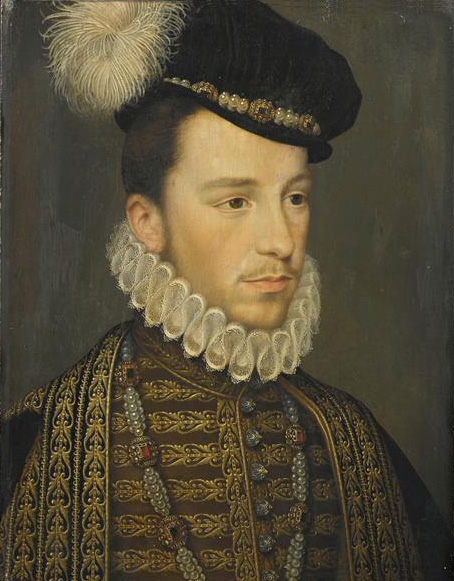
Enrique III de Francia. Pintura de Jean Decourt.

Tras la marcha de Alençon, la situación de Margarita se deterioró. La responsable de ello fue una de sus damas de honor, la joven Françoise de Montmorency, llamada Fosseuse, de la que Enrique estaba enamorado desde que ella tenía 14 años, y que se encontraba embarazada. Françoise dispuso constantemente al rey en contra de Margarita, esperando quizá que se casara con ella. El rey de Navarra exigió lo mismo de su esposa: que se embarace. Pero, "Dios quiso que ella no tuviera más que una hija y que naciera muerta", según sus Memorias.
En 1582 Margarita volvió a París. Las razones de su marcha son confusas. Posiblemente quería huir de una atmósfera hostil y estar cerca de su amante, Champvallon, o, tal vez, quería prestar apoyo a su hermano menor. Su madre, Catalina de Médici, y su hermano, el rey Enrique III, la recibieron en la corte, esperando que Enrique de Navarra volviese a París.
No obstante, Margarita fue acogida con mucha frialdad, ya que se la hizo responsable del último conflicto, pero la situación se fue degradando. Mientras que Enrique III alternaba su vida disoluta con crisis de misticismo, Margarita avivaba las burlas contra su comportamiento y llevaba una vida escandalosa, quedando embarazada de Champvallon. Además, alentó a Alençon para que prosiguiera con su expedición a los Países Bajos, lo que el rey trató de impedir, temiendo una guerra con España.
En 1583, el rey echó a su hermana de la corte, medida sin precedentes que provocó gran escándalo en Europa, sobre todo porque la partida de Margarita fue acompañada con algunas humillaciones: Enrique III se cruzó con el cortejo de su hermana y la ignoró; hizo registrar su litera y arrestó a varios de sus servidores, a los que interrogó sobre el posible aborto de su hermana.
Conociendo todos estos rumores, el rey de Navarra no quiso recibir a su esposa y pidió a Enrique III toda clase de explicaciones y compensaciones. Margarita esperó la resolución de las negociaciones que decidirían su destino: la corte de Navarra o la de Francia. Los belicistas protestantes encontraron en ello el casus belli que esperaban, y el rey de Navarra aprovechó la ocasión para hacerse con Mont-de-Marsan, que Enrique III cedió para terminar con el incidente.
Ocho meses después de su partida, Margarita pudo reunirse por fin con su marido, que no estaba muy entusiasmado por el encuentro y demostró su poco interés, ilusionado como estaba con su última amante, Corisande. A las desdichas de Margarita se añadió otra más: la muerte de Alençon en junio de 1584.

### Rebelión y encarcelamiento
En 1585, cuando se reanuda la guerra, Margarita, repudiada por su familia y por su marido, se une a la Liga, que concentra a los católicos intransigentes y es contraria tanto a Enrique de Navarra como a Enrique III. Toma posesión de Agen, ciudad que formaba parte de su dote y de la que es condesa, y hace reforzar las fortificaciones. Recluta un ejército y lo manda al asalto de las ciudades de alrededor. Pero ante las exigencias de Margarita, los agenenses se vuelven contra ella y se unen al lugarteniente del rey. De esta forma, Margarita tiene que huir precipitadamente.
Se instala en el castillo de Carlat (cerca de Aurillac), del que es propietaria, pero un año más tarde tiene que abandonarlo a causa de un conflicto con el gobernador de la fortaleza (que había sido su amante), así como por la proximidad de las tropas reales. Se refugia en el castillo de Ibois, un poco más al norte, que su madre le había ofrecido, pero es asediada por el ejército real que se apodera de la fortaleza. Durante un mes espera que se decida su suerte. 
Enrique III decide encerrarla en el mismo castillo que sirvió de cárcel durante el reinado de Luis XI, Usson. "Cuanto más la conozco, más reconozco la ignominia en la que esta miserable nos ha hundido. Lo mejor que Dios podría hacer por ella es llevársela", escribió él mismo. Su madre, que también repudiaba a Margarita (y tenía en mente casar a su nieta, Cristina de Lorena, con el rey de Navarra), no se extrañaba de que esta temiera por su vida.
A partir de 1586, Margarita está prisionera "en medio del desierto, rocas y montañas de Auvergne" (Brantôme). No tardó mucho tiempo en seducir a su guardián a fin de mitigar un poco sus condiciones de vida: "aquél que la tenía prisionera se convirtió en prisionero en poco tiempo" (ibid). Así, Margarita no sufre, salvo por la falta de rentas y por su aislamiento.
Para ocupar su tiempo empezó a escribir sus Memorias, que dedicó a Brantôme. Leía mucho (en especial obras religiosas), recibía visitas, entre ellos de varios escritores, y las más apreciadas, las de su fiel Brantôme y las de Honoré d’Urfé que, sin duda, se inspiró en ella para crear el personaje de Galatea en su obra "L’Astrée".

### La reconciliación y el retorno a París

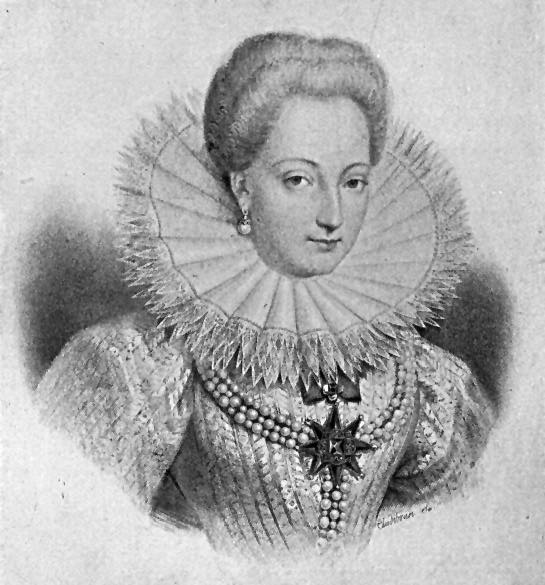
Gabrielle d'Estrées.

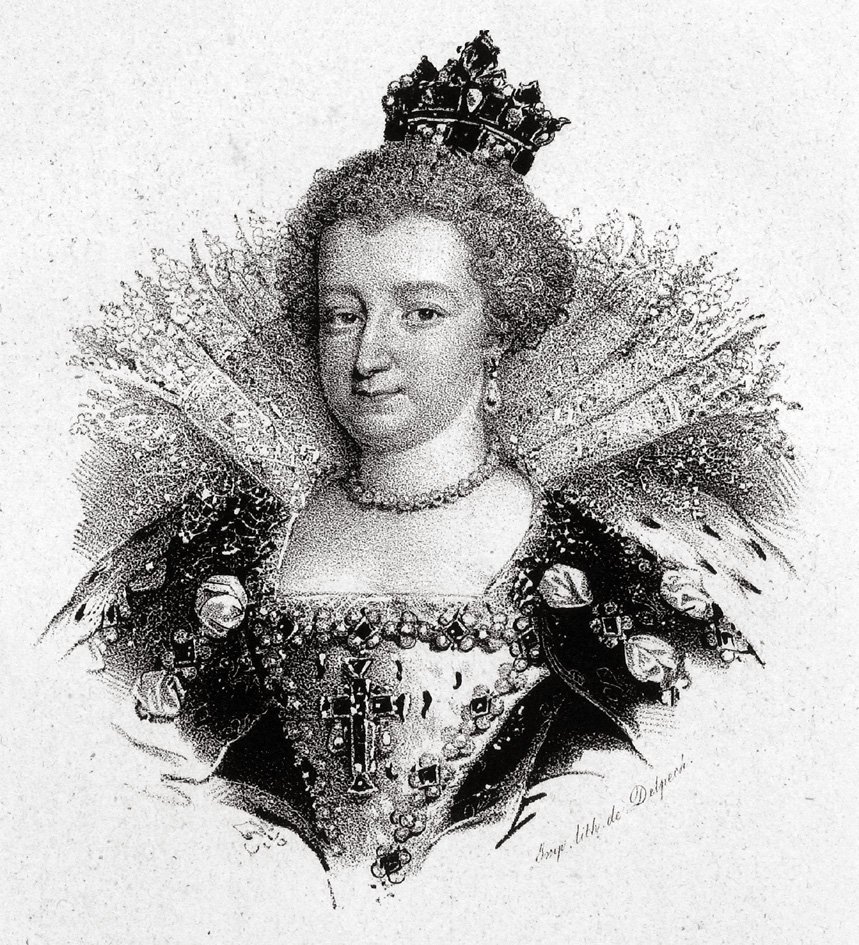
María de Médici.

En 1593, Margarita se reconcilia con su marido, Enrique de Navarra (convertido en Enrique IV de Francia tras la muerte de Enrique III en 1589), que, para consolidar su poder, quiere volver a casarse y asegurar una descendencia legítima. Los argumentos para anular su matrimonio son varios: consanguinidad, matrimonio obligado y esterilidad. Margarita accede, y su situación mejora. Enrique desea casarse con su amante Gabrielle d'Estrées, madre de su hijo César. Margarita se muestra poco dispuesta a ceder su lugar a esa "fulana" (mujer de mala vida, según Littré). Las negociaciones terminan con un desquite, tras la muerte súbita de Gabrielle en 1599, favorecidas por fuertes compensaciones financieras. El papa Clemente VIII hace efectiva la anulación matrimonial en ese mismo año, y Enrique IV se casa en 1600 con María de Médici. Las buenas relaciones se restablecen entre los antiguos esposos. 
Margarita vuelve por fin a París tras pasar diecinueve años en Usson. No había cambiado mucho (por lo menos en lo que concierne a sus gustos, ya que en lo físico se había puesto "horriblemente gorda", según escribe Tallemant des Réaux): conserva su voraz apetito por los hombres (se vuelve muy devota de Vicente de Paúl, durante un tiempo su capellán), así como su interés por los libros y por las fiestas suntuosas celebradas en el magnífico palacio que se hace construir en la orilla izquierda del Sena, frente al Louvre (hoy no queda nada de ese edificio que inició el carácter aristocrático de dicho barrio hasta que fue consagrado a la Iglesia y a la universidad). En dicho palacio, en el que organiza fiestas y representaciones (principalmente ballets), recibe a los poetas y a los filósofos de los que se rodea (Marie de Gournay, Philippe Desportes, François Maynard, Étienne Pasquier, Mathurin Régnier y Théophile de Viau, entre otros), perpetuando el recuerdo de la brillante corte de los Valois.
"Única heredera de la raza de los Valois", como ella se denomina a sí misma, Margarita materializa en sus últimos años la transición, no sólo entre su dinastía y la de los Borbones, sino también entre el espíritu del Renacimiento y el del Gran Siglo. Ella es la más cualificada para desempeñar este cometido y servir de enlace entre dos épocas, ya que mantiene excelentes relaciones con la reina regente María de Médici (a la que aconseja en esto) y con el delfín, futuro Luis XIII (al que nombró su heredero).
Margarita murió en 1615.

## Ascendencia
| \| \| \| \| \| \| \| \| \| \| \| \| \| \| \| \| \| \| \| \| 16. Juan de Orleans \| \| \| \| \| \| \| \| \| \| \| \| \| \| \| \| \| \| \| \| \| \| \| \| \| \| \| \| \| \| \| \| \| \| \| \| \| \| \| \| \| \| \| \| \| \| \| \| \| \| \| \| \| \| 8. Carlos I de Orleans \| \| \| \| \| \| \| \| \| \| \| \| \| \| \| \| \| \| \| \| \| \| \| \| \| \| \| \| \| \| \| \| \| \| \| \| \| \| \| \| \| \| \| \| \| \| \| \| \| \| \| \| \| \| 17. Margarita de Rohan \| \| \| \| \| \| \| \| \| \| \| \| \| \| \| \| \| \| \| \| \| \| \| \| \| \| \| \| \| \| \| \| \| \| \| \| \| \| \| \| \| \| \| \| \| \| \| \| \| \| \| \| \| \| 4. Francisco I de Francia \| \| \| \| \| \| \| \| \| \| \| \| \| \| \| \| \| \| \| \| \| \| \| \| \| \| \| \| \| \| \| \| \| \| \| \| \| \| \| \| \| \| \| \| \| \| \| \| \| \| \| \| \| \| 18. Felipe II de Saboya \| \| \| \| \| \| \| \| \| \| \| \| \| \| \| \| \| \| \| \| \| \| \| \| \| \| \| \| \| \| \| \| \| \| \| \| \| \| \| \| \| \| \| \| \| \| \| \| \| \| \| \| \| \| 9. Luisa de Saboya \| \| \| \| \| \| \| \| \| \| \| \| \| \| \| \| \| \| \| \| \| \| \| \| \| \| \| \| \| \| \| \| \| \| \| \| \| \| \| \| \| \| \| \| \| \| \| \| \| \| \| \| \| \| 19. Margarita de Borbón \| \| \| \| \| \| \| \| \| \| \| \| \| \| \| \| \| \| \| \| \| \| \| \| \| \| \| \| \| \| \| \| \| \| \| \| \| \| \| \| \| \| \| \| \| \| \| \| \| \| \| \| \| \| 2. Enrique II de Francia \| \| \| \| \| \| \| \| \| \| \| \| \| \| \| \| \| \| \| \| \| \| \| \| \| \| \| \| \| \| \| \| \| \| \| \| \| \| \| \| \| \| \| \| \| \| \| \| \| \| \| \| \| \| 20. Carlos I de Orleans \| \| \| \| \| \| \| \| \| \| \| \| \| \| \| \| \| \| \| \| \| \| \| \| \| \| \| \| \| \| \| \| \| \| \| \| \| \| \| \| \| \| \| \| \| \| \| \| \| \| \| \| \| \| 10. Luis XII de Francia \| \| \| \| \| \| \| \| \| \| \| \| \| \| \| \| \| \| \| \| \| \| \| \| \| \| \| \| \| \| \| \| \| \| \| \| \| \| \| \| \| \| \| \| \| \| \| \| \| \| \| \| \| \| 21. María de Cléveris (1426-1487) \| \| \| \| \| \| \| \| \| \| \| \| \| \| \| \| \| \| \| \| \| \| \| \| \| \| \| \| \| \| \| \| \| \| \| \| \| \| \| \| \| \| \| \| \| \| \| \| \| \| \| \| \| \| 5. Claudia de Francia \| \| \| \| \| \| \| \| \| \| \| \| \| \| \| \| \| \| \| \| \| \| \| \| \| \| \| \| \| \| \| \| \| \| \| \| \| \| \| \| \| \| \| \| \| \| \| \| \| \| \| \| \| \| 22. Francisco II de Bretaña \| \| \| \| \| \| \| \| \| \| \| \| \| \| \| \| \| \| \| \| \| \| \| \| \| \| \| \| \| \| \| \| \| \| \| \| \| \| \| \| \| \| \| \| \| \| \| \| \| \| \| \| \| \| 11. Ana de Bretaña \| \| \| \| \| \| \| \| \| \| \| \| \| \| \| \| \| \| \| \| \| \| \| \| \| \| \| \| \| \| \| \| \| \| \| \| \| \| \| \| \| \| \| \| \| \| \| \| \| \| \| \| \| \| 23. Margarita de Foix \| \| \| \| \| \| \| \| \| \| \| \| \| \| \| \| \| \| \| \| \| \| \| \| \| \| \| \| \| \| \| \| \| \| \| \| \| \| \| \| \| \| \| \| \| \| \| \| \| \| \| \| \| \| 1. Margarita de Valois \| \| \| \| \| \| \| \| \| \| \| \| \| \| \| \| \| \| \| \| \| \| \| \| \| \| \| \| \| \| \| \| \| \| \| \| \| \| \| \| \| \| \| \| \| \| \| \| \| \| \| \| \| \| 24. Lorenzo de Médici \| \| \| \| \| \| \| \| \| \| \| \| \| \| \| \| \| \| \| \| \| \| \| \| \| \| \| \| \| \| \| \| \| \| \| \| \| \| \| \| \| \| \| \| \| \| \| \| \| \| \| \| \| \| 12. Pedro II de Médici \| \| \| \| \| \| \| \| \| \| \| \| \| \| \| \| \| \| \| \| \| \| \| \| \| \| \| \| \| \| \| \| \| \| \| \| \| \| \| \| \| \| \| \| \| \| \| \| \| \| \| \| \| \| 25. Clarisa Orsini \| \| \| \| \| \| \| \| \| \| \| \| \| \| \| \| \| \| \| \| \| \| \| \| \| \| \| \| \| \| \| \| \| \| \| \| \| \| \| \| \| \| \| \| \| \| \| \| \| \| \| \| \| \| 6. Lorenzo II de Médici \| \| \| \| \| \| \| \| \| \| \| \| \| \| \| \| \| \| \| \| \| \| \| \| \| \| \| \| \| \| \| \| \| \| \| \| \| \| \| \| \| \| \| \| \| \| \| \| \| \| \| \| \| \| 26. Roberto Orsini \| \| \| \| \| \| \| \| \| \| \| \| \| \| \| \| \| \| \| \| \| \| \| \| \| \| \| \| \| \| \| \| \| \| \| \| \| \| \| \| \| \| \| \| \| \| \| \| \| \| \| \| \| \| 13. Alfonsina Orsini \| \| \| \| \| \| \| \| \| \| \| \| \| \| \| \| \| \| \| \| \| \| \| \| \| \| \| \| \| \| \| \| \| \| \| \| \| \| \| \| \| \| \| \| \| \| \| \| \| \| \| \| \| \| 27. Catalina Sanseverino \| \| \| \| \| \| \| \| \| \| \| \| \| \| \| \| \| \| \| \| \| \| \| \| \| \| \| \| \| \| \| \| \| \| \| \| \| \| \| \| \| \| \| \| \| \| \| \| \| \| \| \| \| \| 3. Catalina de Médici \| \| \| \| \| \| \| \| \| \| \| \| \| \| \| \| \| \| \| \| \| \| \| \| \| \| \| \| \| \| \| \| \| \| \| \| \| \| \| \| \| \| \| \| \| \| \| \| \| \| \| \| \| \| 28. Bertrand VI de La Tour de Auvernia \| \| \| \| \| \| \| \| \| \| \| \| \| \| \| \| \| \| \| \| \| \| \| \| \| \| \| \| \| \| \| \| \| \| \| \| \| \| \| \| \| \| \| \| \| \| \| \| \| \| \| \| \| \| 14. Juan IV, conde de Auvernia \| \| \| \| \| \| \| \| \| \| \| \| \| \| \| \| \| \| \| \| \| \| \| \| \| \| \| \| \| \| \| \| \| \| \| \| \| \| \| \| \| \| \| \| \| \| \| \| \| \| \| \| \| \| 29. Louise de La Trémoille \| \| \| \| \| \| \| \| \| \| \| \| \| \| \| \| \| \| \| \| \| \| \| \| \| \| \| \| \| \| \| \| \| \| \| \| \| \| \| \| \| \| \| \| \| \| \| \| \| \| \| \| \| \| 7. Magdalena de la Tour de Auvernia \| \| \| \| \| \| \| \| \| \| \| \| \| \| \| \| \| \| \| \| \| \| \| \| \| \| \| \| \| \| \| \| \| \| \| \| \| \| \| \| \| \| \| \| \| \| \| \| \| \| \| \| \| \| 30. Juan VIII de Vendôme \| \| \| \| \| \| \| \| \| \| \| \| \| \| \| \| \| \| \| \| \| \| \| \| \| \| \| \| \| \| \| \| \| \| \| \| \| \| \| \| \| \| \| \| \| \| \| \| \| \| \| \| \| \| 15. Juana de Bourbon-Vendome \| \| \| \| \| \| \| \| \| \| \| \| \| \| \| \| \| \| \| \| \| \| \| \| \| \| \| \| \| \| \| \| \| \| \| \| \| \| \| \| \| \| \| \| \| \| \| \| \| \| \| \| \| \| 31. Isabelle de La Roche-sur-Yon \| \| \| \| \| \| \| \| \| \| \| \| \| \| \| \| \| \| \| \| \| \| \| \| \| \| \| \| \| \| \| \| \| \| \| \| \| \| \| \| \| \| \| \| \| \| \| \| \| \| \| \| |                                        |  |  |  |  |  |  |  |  |  |  |  |  |  |  |  |
| |                                        |  |  |  |  |  |  |  |  |  |  |  |  |  |  |  |
| | 16. Juan de Orleans                    |  |  |  |  |  |  |  |  |  |  |  |  |  |  |  |
| |                                        |  |  |  |  |  |  |  |  |  |  |  |  |  |  |  |
| |                                        |  |  |  |  |  |  |  |  |  |  |  |  |  |  |  |
| | 8. Carlos I de Orleans                 |  |  |  |  |  |  |  |  |  |  |  |  |  |  |  |
| |                                        |  |  |  |  |  |  |  |  |  |  |  |  |  |  |  |
| |                                        |  |  |  |  |  |  |  |  |  |  |  |  |  |  |  |
| | 17. Margarita de Rohan                 |  |  |  |  |  |  |  |  |  |  |  |  |  |  |  |
| |                                        |  |  |  |  |  |  |  |  |  |  |  |  |  |  |  |
| |                                        |  |  |  |  |  |  |  |  |  |  |  |  |  |  |  |
| | 4. Francisco I de Francia              |  |  |  |  |  |  |  |  |  |  |  |  |  |  |  |
| |                                        |  |  |  |  |  |  |  |  |  |  |  |  |  |  |  |
| |                                        |  |  |  |  |  |  |  |  |  |  |  |  |  |  |  |
| | 18. Felipe II de Saboya                |  |  |  |  |  |  |  |  |  |  |  |  |  |  |  |
| |                                        |  |  |  |  |  |  |  |  |  |  |  |  |  |  |  |
| |                                        |  |  |  |  |  |  |  |  |  |  |  |  |  |  |  |
| | 9. Luisa de Saboya                     |  |  |  |  |  |  |  |  |  |  |  |  |  |  |  |
| |                                        |  |  |  |  |  |  |  |  |  |  |  |  |  |  |  |
| |                                        |  |  |  |  |  |  |  |  |  |  |  |  |  |  |  |
| | 19. Margarita de Borbón                |  |  |  |  |  |  |  |  |  |  |  |  |  |  |  |
| |                                        |  |  |  |  |  |  |  |  |  |  |  |  |  |  |  |
| |                                        |  |  |  |  |  |  |  |  |  |  |  |  |  |  |  |
| | 2. Enrique II de Francia               |  |  |  |  |  |  |  |  |  |  |  |  |  |  |  |
| |                                        |  |  |  |  |  |  |  |  |  |  |  |  |  |  |  |
| |                                        |  |  |  |  |  |  |  |  |  |  |  |  |  |  |  |
| | 20. Carlos I de Orleans                |  |  |  |  |  |  |  |  |  |  |  |  |  |  |  |
| |                                        |  |  |  |  |  |  |  |  |  |  |  |  |  |  |  |
| |                                        |  |  |  |  |  |  |  |  |  |  |  |  |  |  |  |
| | 10. Luis XII de Francia                |  |  |  |  |  |  |  |  |  |  |  |  |  |  |  |
| |                                        |  |  |  |  |  |  |  |  |  |  |  |  |  |  |  |
| |                                        |  |  |  |  |  |  |  |  |  |  |  |  |  |  |  |
| | 21. María de Cléveris (1426-1487)      |  |  |  |  |  |  |  |  |  |  |  |  |  |  |  |
| |                                        |  |  |  |  |  |  |  |  |  |  |  |  |  |  |  |
| |                                        |  |  |  |  |  |  |  |  |  |  |  |  |  |  |  |
| | 5. Claudia de Francia                  |  |  |  |  |  |  |  |  |  |  |  |  |  |  |  |
| |                                        |  |  |  |  |  |  |  |  |  |  |  |  |  |  |  |
| |                                        |  |  |  |  |  |  |  |  |  |  |  |  |  |  |  |
| | 22. Francisco II de Bretaña            |  |  |  |  |  |  |  |  |  |  |  |  |  |  |  |
| |                                        |  |  |  |  |  |  |  |  |  |  |  |  |  |  |  |
| |                                        |  |  |  |  |  |  |  |  |  |  |  |  |  |  |  |
| | 11. Ana de Bretaña                     |  |  |  |  |  |  |  |  |  |  |  |  |  |  |  |
| |                                        |  |  |  |  |  |  |  |  |  |  |  |  |  |  |  |
| |                                        |  |  |  |  |  |  |  |  |  |  |  |  |  |  |  |
| | 23. Margarita de Foix                  |  |  |  |  |  |  |  |  |  |  |  |  |  |  |  |
| |                                        |  |  |  |  |  |  |  |  |  |  |  |  |  |  |  |
| |                                        |  |  |  |  |  |  |  |  |  |  |  |  |  |  |  |
| | 1. Margarita de Valois                 |  |  |  |  |  |  |  |  |  |  |  |  |  |  |  |
| |                                        |  |  |  |  |  |  |  |  |  |  |  |  |  |  |  |
| |                                        |  |  |  |  |  |  |  |  |  |  |  |  |  |  |  |
| | 24. Lorenzo de Médici                  |  |  |  |  |  |  |  |  |  |  |  |  |  |  |  |
| |                                        |  |  |  |  |  |  |  |  |  |  |  |  |  |  |  |
| |                                        |  |  |  |  |  |  |  |  |  |  |  |  |  |  |  |
| | 12. Pedro II de Médici                 |  |  |  |  |  |  |  |  |  |  |  |  |  |  |  |
| |                                        |  |  |  |  |  |  |  |  |  |  |  |  |  |  |  |
| |                                        |  |  |  |  |  |  |  |  |  |  |  |  |  |  |  |
| | 25. Clarisa Orsini                     |  |  |  |  |  |  |  |  |  |  |  |  |  |  |  |
| |                                        |  |  |  |  |  |  |  |  |  |  |  |  |  |  |  |
| |                                        |  |  |  |  |  |  |  |  |  |  |  |  |  |  |  |
| | 6. Lorenzo II de Médici                |  |  |  |  |  |  |  |  |  |  |  |  |  |  |  |
| |                                        |  |  |  |  |  |  |  |  |  |  |  |  |  |  |  |
| |                                        |  |  |  |  |  |  |  |  |  |  |  |  |  |  |  |
| | 26. Roberto Orsini                     |  |  |  |  |  |  |  |  |  |  |  |  |  |  |  |
| |                                        |  |  |  |  |  |  |  |  |  |  |  |  |  |  |  |
| |                                        |  |  |  |  |  |  |  |  |  |  |  |  |  |  |  |
| | 13. Alfonsina Orsini                   |  |  |  |  |  |  |  |  |  |  |  |  |  |  |  |
| |                                        |  |  |  |  |  |  |  |  |  |  |  |  |  |  |  |
| |                                        |  |  |  |  |  |  |  |  |  |  |  |  |  |  |  |
| | 27. Catalina Sanseverino               |  |  |  |  |  |  |  |  |  |  |  |  |  |  |  |
| |                                        |  |  |  |  |  |  |  |  |  |  |  |  |  |  |  |
| |                                        |  |  |  |  |  |  |  |  |  |  |  |  |  |  |  |
| | 3. Catalina de Médici                  |  |  |  |  |  |  |  |  |  |  |  |  |  |  |  |
| |                                        |  |  |  |  |  |  |  |  |  |  |  |  |  |  |  |
| |                                        |  |  |  |  |  |  |  |  |  |  |  |  |  |  |  |
| | 28. Bertrand VI de La Tour de Auvernia |  |  |  |  |  |  |  |  |  |  |  |  |  |  |  |
| |                                        |  |  |  |  |  |  |  |  |  |  |  |  |  |  |  |
| |                                        |  |  |  |  |  |  |  |  |  |  |  |  |  |  |  |
| | 14. Juan IV, conde de Auvernia         |  |  |  |  |  |  |  |  |  |  |  |  |  |  |  |
| |                                        |  |  |  |  |  |  |  |  |  |  |  |  |  |  |  |
| |                                        |  |  |  |  |  |  |  |  |  |  |  |  |  |  |  |
| | 29. Louise de La Trémoille             |  |  |  |  |  |  |  |  |  |  |  |  |  |  |  |
| |                                        |  |  |  |  |  |  |  |  |  |  |  |  |  |  |  |
| |                                        |  |  |  |  |  |  |  |  |  |  |  |  |  |  |  |
| | 7. Magdalena de la Tour de Auvernia    |  |  |  |  |  |  |  |  |  |  |  |  |  |  |  |
| |                                        |  |  |  |  |  |  |  |  |  |  |  |  |  |  |  |
| |                                        |  |  |  |  |  |  |  |  |  |  |  |  |  |  |  |
| | 30. Juan VIII de Vendôme               |  |  |  |  |  |  |  |  |  |  |  |  |  |  |  |
| |                                        |  |  |  |  |  |  |  |  |  |  |  |  |  |  |  |
| |                                        |  |  |  |  |  |  |  |  |  |  |  |  |  |  |  |
| | 15. Juana de Bourbon-Vendome           |  |  |  |  |  |  |  |  |  |  |  |  |  |  |  |
| |                                        |  |  |  |  |  |  |  |  |  |  |  |  |  |  |  |
| |                                        |  |  |  |  |  |  |  |  |  |  |  |  |  |  |  |
| | 31. Isabelle de La Roche-sur-Yon       |  |  |  |  |  |  |  |  |  |  |  |  |  |  |  |
| |                                        |  |  |  |  |  |  |  |  |  |  |  |  |  |  |  |
| |                                        |  |  |  |  |  |  |  |  |  |  |  |  |  |  |  |

## Libros y películas
Su vida ha inspirado muchos libros y películas:
- La reina Margot, de Alexandre Dumas, una novela romántica sobre los acontecimientos que rodearon el matrimonio de Margarita y Enrique de Navarra. Esta novela se convirtió en una obra de teatro adaptada por el propio Dumas;
- La reina Margot, película muda de 1909, de Camilla de Morlhon;
- La reina Margot, película dirigida en 1954 por Jean Dréville, basada en la novela de Dumas e interpretada por Jeanne Moreau;
- La reina Margot, película realizada para la televisión en 1961, dirigida por René Lucot, también basada en la novela de Dumas, y
- La reina Margot, película dirigida en 1994 por Patrice Chéreau y protagonizada por Isabelle Adjani.

## Títulos
| Títulos Reales                        |                                     |                               |
| Predecesor: Margarita de Angulema     | Reina consorte de Navarra 1572-1599 | Sucedido por: María de Médici |
| Predecesor: Luisa de Lorena-Vaudémont | Reina consorte de Francia 1589-1599 | Sucedido por: María de Médici |
| Nobleza de Francia                    |                                     |                               |
| Predecesor: Catalina de Médici        | Duquesa de Lauragais 1589-1615      | Sucesor: Carlos de Angulema   |